# Glacéläder

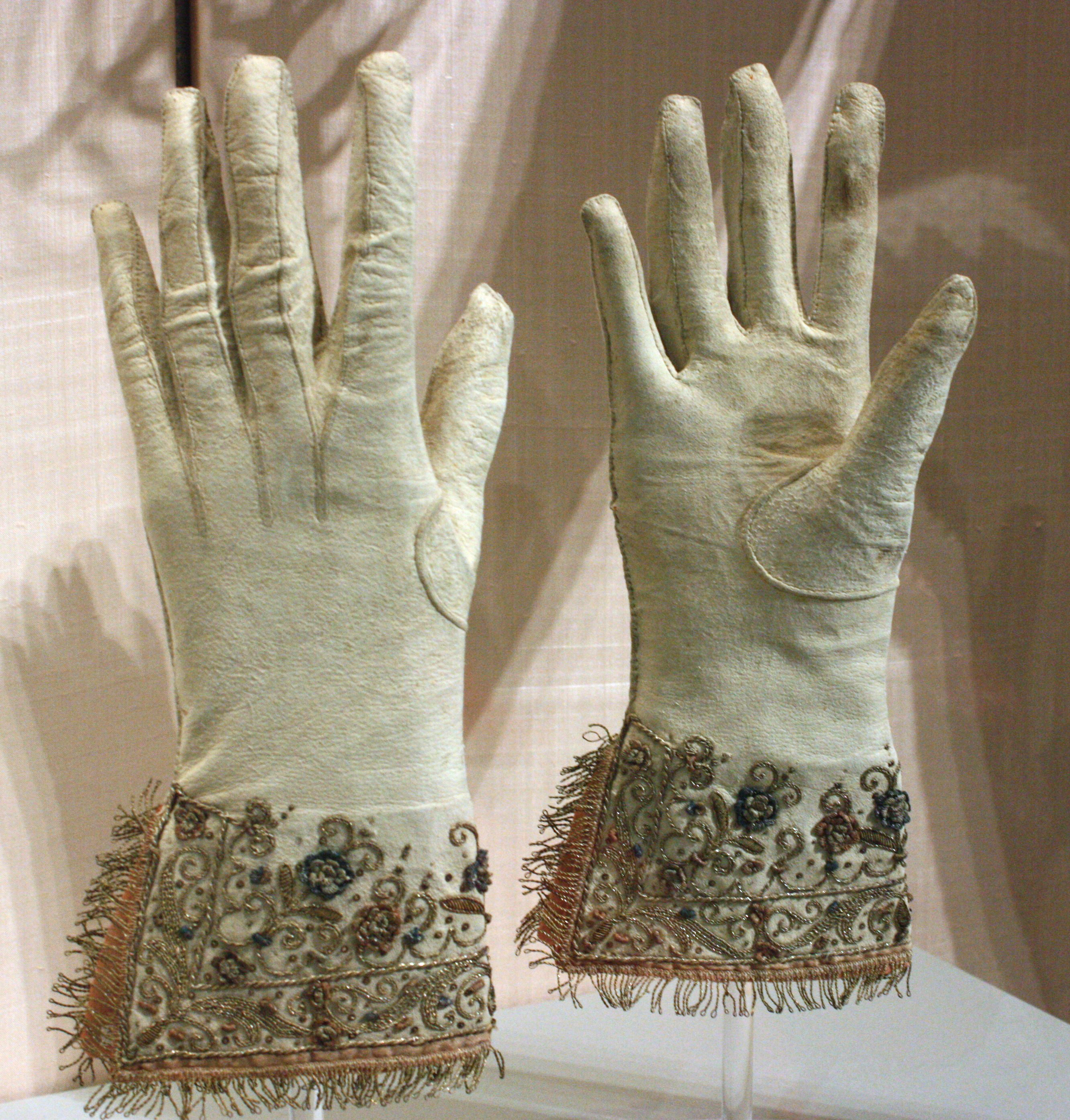
Broderade glacéläderhandskar från England från tidigt 1600-tal

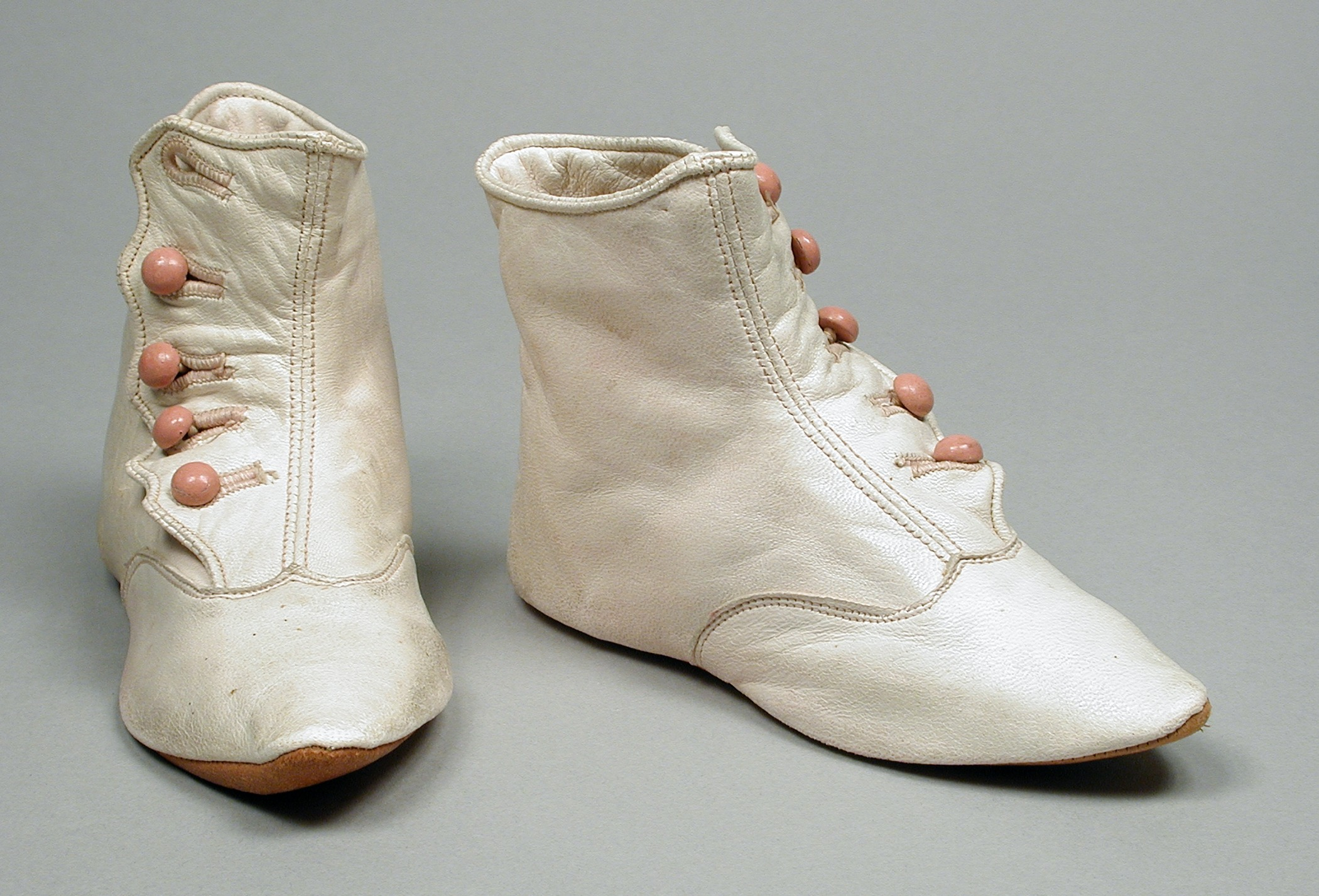
Barnskor av glacéläder från USA från 1890-talet

Glacéläder är en typ av läder, som är glacégarvat. Det är ett mjukt, ljust och elastiskt skinn.
Råmaterial till glacéläder är främst lamm- och getkillingskinn. Före glacégarvningen bereds skinnet i en garvvälling, som är en blandning av alun, koksalt, vetemjöl och färska äggulor. Denna tillsats fyller lädret och ökar dess smidighet ytterligare. Glacéskinn utmärks av stor mjukhet och sträckbarhet, Det används huvudsakligen till tunna handskar. Det är vitt, men kan färgas i olika nyanser. Glacégarvningen utvecklades i Frankrike på 1700-talet, varefter tekniken överfördes först till Tyskland, och sedan till andra länder.
Användning av mjöl och äggula i en garvmetod är bara ett par hundra år gammal, men alungarvning (vitgarvning) i största allmänhet har använts längre tillbaka i historien. Alungarvning anses ha förts till Europa av morerna till Spanien, men har tillämpats redan i det forna Egypten.
Namnet glacéläder kommer från franska språkets glacé, perfekt av verbet glacer = glanska, eller satinera. Skinnen har främst använts till ovanläder för finare skor samt till handskar.